# Велабър
Велабър (на латински: Velabrum) е античното наименование на дола, който разделя Капитолийския от Палатинския хълм и свързва пространството на Римския форум с това на Говеждия пазар.

## Етимология
Произходът и значението на наименованието не са определени с точност нито от съвременните изследователи, нито от самите древни римляни. Варон свързва името с глагола vеho/vehere (возя, нося, влача), тъй като според него на това място лодки стоварвали пътници при превозване от Авентинския хълм към Форума и Палатина, а Плутарх посочва връзка с думата vela (платнa) заради платната и тентите, които покривали улиците по време на игри в Циркус Максимус. Друга съвременна хипотеза извежда значението като „(място), където духа вятър“.

## История
Според историческите извори от най-дълбока древност върху цялото това пространство се е намирало блато. Съгласно легендата в тази блатиста местност растяло смокиновото дърво Фикус Руминалис, в чиито корени се оплела пусната по течението на р. Тибър кошница с бебетата Ромул и Рем, която била открита впоследствие от вълчицата. Поради това митично събитие Велабърът придобил значение на място с голяма символична стойност. С построяването на канала Клоака Максима, който вероятно е следвал коритото на древен поток, блатото е пресушено, но дори след това водите на реката са могли да наводняват дола, докато нивото на местността не е било повдигнато окончателно след Големия пожар от 64 година.
С разрастването на Рим Велабърът се превръща във важно средище за търговия на хранителни стоки и вино, тъй като целият поток от хора и товари, движил се между Форума и моста Сублиций, минавал по улиците Vicus Iugarius и съответно Vicus Tuscus, преминавали по периферията на дола от запад и изток. Макробий го характеризира като locus celeberrimus (най-известно място). Там се е намирала гробницата на Ака Ларенция, а при вход на Говеждия пазар се намира т.нар. Арка на Янус, която се е издигала над улично кръстовище.
През Средновековието името на това място се изменя на Vellum Aureum, а пространството му е застроено с нови здания. Сред по-значимите издигнати сгради са църквите Сан Теодоро ал Палатино и Сан Джорджо ин Велабро.